# Maihuenia
Sous-famille
Genre
Maihuenia est un genre de cactus, plante de la famille des Cactaceae. C'est le seul genre de la sous-famille des Maihuenioideae.
Les espèces sont trouvées en Amérique du Sud (nord-ouest et sud de l'Argentine, centre et sud du Chili).

## Liste des espèces
- Maihuenia patagonica
- Maihuenia poeppigii (type)

## Synonymie
- Pereskia subg. Maihuenia Phil. ex F.A.C.Weber in Bois, Dict. Hort. 2: 938 (1898).
- Maihuenia Phil., Gartenflora 32: 260 (1883), nom. nud.
- Cactus sect. Maihuenia (Phil. ex F.A.C.Weber) Kuntze in Post & Kuntze, Lex. Gen. Phan. 87 (1903).
- Opuntia [rang non classé] Etuberculatae Salm-Dyck, Cact. Hort. Dyck. 1844: 49 (1845).

## Publications originales
- P. Fearn, Rev. Origins Cactus & Search for System of Classif no 67, 1996.
- Karl Moritz Schumann, Gartenflora no 260, 1883.